# 林振嵩
林振嵩（1731年—1799年1月1日），原籍福建泉州永寧衛（今福建泉州石獅市永寧鎮），出身鰲西林氏。於乾隆年間來臺於鹿港經商，初以販鹽營生，後改開設日茂行經營貿易致富，同時積極參與地方事務，曾與泉、廈郊商共同創立慈善組織「敬義團」，也曾與士紳許樂三等人負責鹿港龍山寺的遷建工程。而在母親盧氏逝世後，遂返回故鄉奔喪，日茂行業務交由三子林文濬負責，之後留居故鄉，曾參與鰲西林氏祖祠的修建，於永寧大夫第旁林氏祖祠中仍存重修碑記。

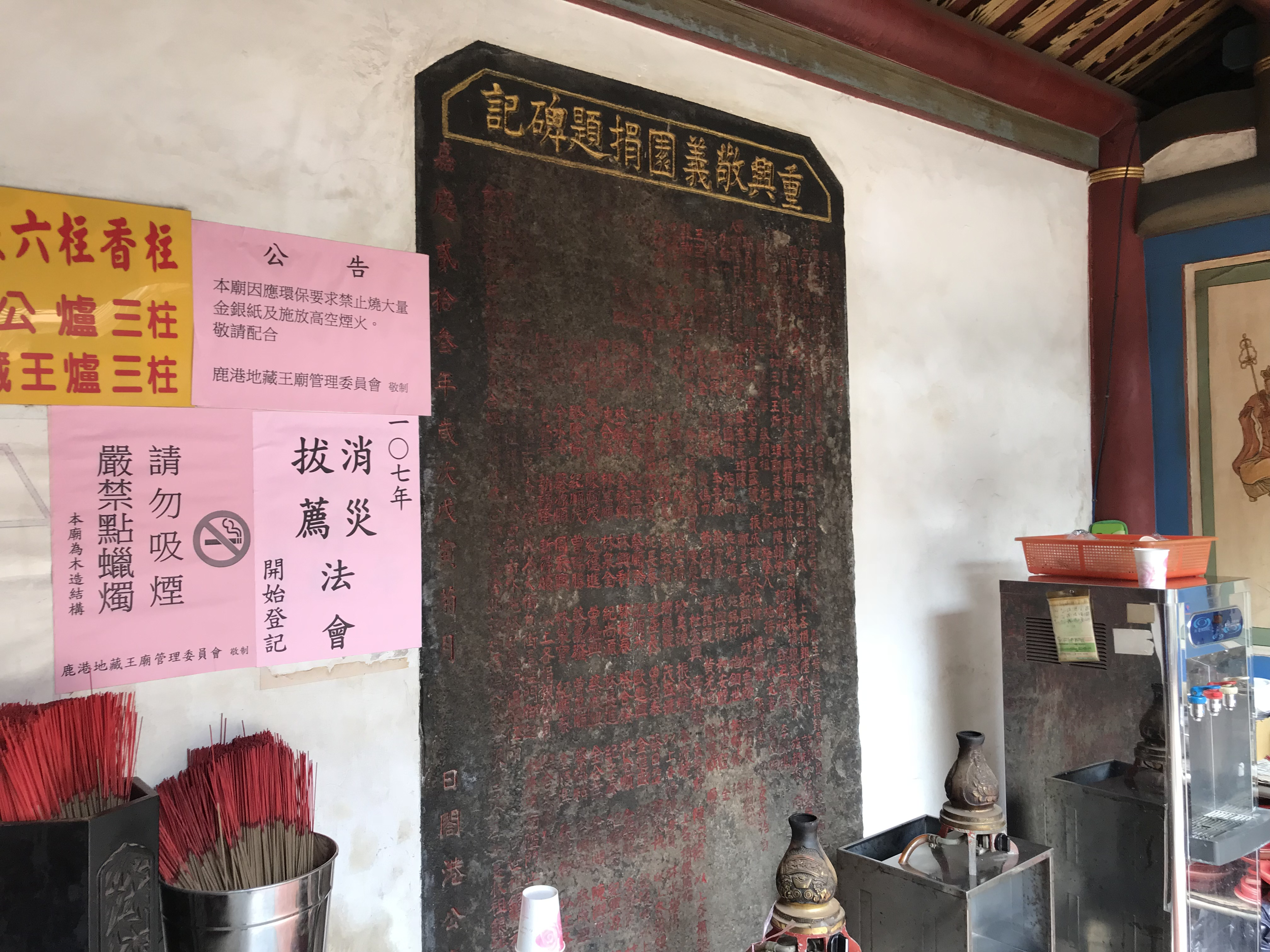
鹿港地藏王廟重興敬義園捐題碑

## 生平
林振嵩出生於清雍正九年（1731年），十三歲時父親去世，於乾隆三十年（1765年）時來臺經商。最初林振嵩從事鹽的販賣，後來改開設日茂行從事貿易，而隨著鹿港在乾隆四十九年（1784年）開港，與蚶江通航，日茂行的業務也日益蓬勃，成為泉郊中的重要商行。
除了經商之外，林振嵩對於地方事務也多有參與，在開港之前的乾隆四十年（1775年）時，便在鹿仔港巡檢王坦與其出身浙江紹興的幕僚魏子鳴倡議下，與泉、廈郊商一同捐資於乾隆四十二年（1777年）成立「敬義團」，從事如修橋、收遺骨、置義塚等等義舉。而在開港後的乾隆五十一年（1786年），在水師左營守備陳邦光提倡下，林振嵩與許樂三負責鹿港龍山寺的遷建工作，同年冬天林振嵩又在林爽文事件中與兒子文會、文濬及姪子文湊募集義軍將鹿港從林爽文勢力中收回，隔年清廷派軍來臺後，林振嵩遂捐白金五千以供軍用，又備糧率子姪為清軍前導，事後遂因功以監生加六品職銜，只有林文湊願擔任武職而擔任千總。之後在乾隆五十二年（1787年）又捐4800多元贊助天后宮（新祖宮）的修建。
之後到了乾隆五十三年（1788年）三月，林振嵩因為母親盧氏去世而返回故鄉奔喪，將日茂行交由三子林文濬，此後亦留在故鄉定居，並曾協助祖祠的修建。嘉慶三年十一月二十六日（1799年1月1日）時林振嵩於故鄉去世，享壽六十八歲。